# Droceloncia rigidifolia
Droceloncia rigidifolia är en törelväxtart som först beskrevs av Henri Ernest Baillon, och fick sitt nu gällande namn av Jean Joseph Gustave Léonard. Droceloncia rigidifolia ingår i släktet Droceloncia och familjen törelväxter. Inga underarter finns listade i Catalogue of Life.